# Château de la Chevrollière
Le Château de la Chevrollière est un château français situé à Ampoigné, dans le département de la Mayenne et la région des Pays de la Loire. Il est situé près du bourg, au Sud.

## Désignation
- (Carte de Cassini).

## Histoire
Il s'afit d'un castel allongé de deux pavillons symétriques ; avec une véranda sur le perron. Vendue nationalement, le 1er fructidor an II, sur Augustin-Pierre-Philippe d'Héliand pour 29 100 ₶.. 

## Sources et bibliographie
- « Château de la Chevrollière », dans Alphonse-Victor Angot et Ferdinand Gaugain, Dictionnaire historique, topographique et biographique de la Mayenne, Laval, A. Goupil, 1900-1910 [détail des éditions] (BNF 34106789, présentation en ligne)